# Ivan Franjic (Fußballspieler, 1987)
Ivan Franjic (* 10. September 1987 in Melbourne) ist ein ehemaliger australischer Fußballspieler.

## Frühe Karriere
Franjic spielte während seiner Junioren-Karriere für die Meadow Park Eagles, Melbourne Knights und St. Albans Saints. In der Saison 2005 gab er sein Debüt für die St. Albans Saints und kam dort in 39 Spielen, bei denen er auch fünf Tore erzielen konnte, zum Einsatz. Nach der Saison 2005/06 kehrte er wieder zu den Melbourne Knights zurück, für die er zuvor schon aktiv gewesen war. Nachdem er in 50 Spielen für die Knights neun Tore erzielen konnte, wechselte er zu den Oakleigh Cannons. Dadurch, dass die Victorian Premier League nur eine halbprofessionelle Liga ist, war Franjic zu dieser Zeit auch als Tischler tätig.

## Brisbane Roar
Am 31. August 2009 wurde er nach kurzfristiger Verletzung als Ersatz für Andrew Packer auf Leihbasis vom A-League-Klub Brisbane Roar verpflichtet. Während seiner ersten Saison in der A-League absolvierte 20 Partien für den Verein. Sein erstes Tor erzielte er am 2. Juli 2010, per Elfmeter in einem Testspiel gegen die Newcastle Jets. Sein erstes A-League-Tor für Brisbane folgte am 10. Spieltag der Saison 2009/10 gegen die Central Coast Mariners im Bluetongue Stadium mit einem starken Volleyschuss von außerhalb des Strafraums. Im A-League-Finale 2011 traf Franjic als erster Schütze im Elfmeterschießen gegen die Central Coast Mariners, dass nach dem Elfmeterschießen 4:2 endete. Auch in den Jahren 2012 und 2014 konnte Franjic das Grand Final mit Brisbane gewinnen.

## Torpedo Moskau und Melbourne City FC
Im August 2014 unterzeichnete er einen Dreijahresvertrag beim russischen Premjer-Liga-Teilnehmer Torpedo Moskau. Franjic löste seinen Vertrag jedoch zwei Jahre vor Ablauf des Kontrakts im April 2015 wegen ausstehender Lohnzahlungen auf.
So zog es ihn im Sommer 2015 zurück nach Australien. Dort unterzeichnete er einen Dreijahresvertrag bei Melbourne City. Es folgten zwei Jahre, in denen Franjic häufig verletzungsbedingt ausfiel. U. a. litt er an einer Herzentzündung, die zeitweise seine Karriere bedrohte. Er und der Verein lösten den Vertrag vorzeitig im Juli 2017 auf. Franjic hatte bis dahin 39 Spiele für Melbourne City in der A-League absolviert.

## Daegu FC
Franjic wechselte zum Daegu FC nach Südkorea in die K League 1 und erhielt dort einen Zweijahresvertrag. Aber schon nach weniger als drei Monaten löste er auch hier seinen Vertrag schon wieder auf. Er bestritt in seiner Zeit beim Daegu FC nur zwei Spiele in der K League 1 und erzielte dabei ein Tor.

## Rückkehr zu Brisbane Roar
Nach seiner Zeit in Südkorea kehrte er zurück nach Australien zu Brisbane Roar, wo er nur teilweise einen Stammplatz erhielt und in 15 Spielen ein Tor erzielen konnte.

## Perth Glory
Von 2018 bis 2020 spielte Franjic bei Perth Glory in der A-League.
Nach einer weiteren Zwischenstation heuerte er wieder bei den Melbourne Knights an. Hier war er zusätzlich zu seiner Arbeit als Trainer auch als Technischer Direktor des Vereins tätig. Im Mai 2024 übernahm er, der schon zuvor die Trainer A-Lizenz erworben hatte, zunächst für den Rest der Saison auch das Amt des Chef-Trainers. Da er die Saison erfolgreich zu Ende führte, verlängerte der Verein seinen Vertrag als Trainer auch für die Saison 2024/25. Seine Spielerkarriere beendete Franjic mit Ablauf der Saison 2023/24.

## Nationalmannschaft
Sein Debüt für die australische Nationalmannschaft gab er im Dezember 2012 unter Holger Osieck. Franjic wurde im Mai 2014 in den Kader für die Weltmeisterschaft 2014 in Brasilien berufen. Bei der WM kam er allerdings lediglich bei der 1:3 Auftaktniederlage gegen Chile zum Einsatz, ehe er durch einen Muskelriss im rechten Oberschenkel für den Rest des Turniers ausfiel. Die Socceroos mussten trotzt respektabler Leistungen bereits nach der Vorrunde die Segel streichen, da sie nach Chile auch noch den Niederlanden und Spanien unterlagen. Beim Sieg der Asienmeisterschaft 2015 war Franjic in jedem Spiel in der Startelf der Socceroos. Insgesamt stand er in 20 Spielen für Australien auf dem Platz.